# Kiểm định Chow
Kiểm định Chow là một loạt kiểm định thống kê và kinh tế lượng, xem liệu các coefficient của hai phương trình hồi quy tuyến tính trên hai nhóm dữ liệu khác nhau là bằng nhau. Kiểm định Chow được nhà kinh tế học Gregory Chow nghĩ ra. Trong kinh tế lượng, kiểm định Chow thường được sử dụng cho phân tích chuỗi thời gian để xem liệu có thay đổi cấu trúc. Trong đánh giá chương trình, kiểm định Chow được sử dụng để xác định liệu các biến độc lập có tác động khác nhau lên từng nhóm khác nhau của tổng thể mẫu. 
| structural break | program evaluation |
| --- | --- |
| | |
| Tại {\displaystyle x=1.7} có một thay đổi cáu trúc, hồi quy trên các đoạn {\displaystyle [0,1.7]} và {\displaystyle [1.7,4]} đưa ra mô hình tốt hơn là hồi quy trên toàn bộ cả đoạn lớn. | So sánh hai chương trình khác nhau (đỏ, xanh) tồn tại trên một cơ sở dữ liệu chung, hồi quy riêng rẽ cho cả hai chương rình đưa ra kết quả tốt hơn. |

Giả sử chúng ta có mô hình hồi quy:
{\displaystyle y_{t}=a+bx_{1t}+cx_{2t}+\varepsilon .\,}
Nếu chúng ta chia dữ liệu thành hai nhóm chúng ta có
{\displaystyle y_{t}=a_{1}+b_{1}x_{1t}+c_{1}x_{2t}+\varepsilon .\,}
và
{\displaystyle y_{t}=a_{2}+b_{2}x_{1t}+c_{2}x_{2t}+\varepsilon .\,}
Giả thuyết không của kiểm định Chow là {\displaystyle a_{1}=a_{2}}, {\displaystyle b_{1}=b_{2}}, và {\displaystyle c_{1}=c_{2}}.
Thống kê kiểm định Chow là:
{\displaystyle {\frac {(S_{C}-(S_{1}+S_{2}))/(k)}{(S_{1}+S_{2})/(N_{1}+N_{2}-2k)}}.}
Thống kê kiểm định phân phối theo Phân phối F với {\displaystyle k} và {\displaystyle N_{1}+N_{2}-2k} bậc tự do.